# Jean-Marie Leblanc (homme politique)
Jean-Marie Leblanc est un homme politique français né le 19 janvier 1761 à Vannes (Bretagne) et décédé le 12 juillet 1806 dans la même ville.
Juge au tribunal civil, il est élu député du Morbihan au Conseil des Cinq-Cents le 27 germinal an VII. Il retrouve son poste de juge en 1800.

## Sources
- « Jean-Marie Leblanc (homme politique) », dans Adolphe Robert et Gaston Cougny, Dictionnaire des parlementaires français, Edgar Bourloton, 1889-1891 [détail de l’édition]
- Sa fiche sur le site de l'Assemblée nationale